# Harsleben
Harsleben är en Gemeinde i Landkreis Harz i det tyska förbundslandet Sachsen-Anhalt. Harsleben nämns för första gången i ett dokument från år 1136.
Kommunen ingår i förvaltningsgemenskapen Vorharz tillsammans med kommunerna Ditfurt, Groß Quenstedt, Hedersleben, Schwanebeck, Selke-Aue och Wegeleben.